# Обмен трафиком
Система обмена посетителями (трафика) — это сеть, позволяющая её участникам увеличить число посещаемости сайта за счёт установки специального информационного блока у каждого из партнёров.
Партнеры размещают на своих сайтах специальный код, отображающий новости других партнеров (через RSS-ленту), таким образом все партнеры сети меняются посетителями.
Многие системы используют рекламные блоки которые устанавливаются на сайты партнеров сети. Объявления подбираются системой в соответствии с внутренними алгоритмами ранжирования. 
Подобные системы не принимают в партнёрства сайты:
- Не имеющие собственного контента;
- Нарушающее законодательство РФ и/или стран, где они размещены;
- Использующие многочисленные консоли, редиректы пользователей.

## Виды обмена
- Новостной информер
- Попандер
- Кликандер

Коэффициент отдачи (соотношение отданного трафика к принятому) чаще всего подобные сети устанавливают в пользу партнеров, и он колеблется от 1:1 до 1:5.